# Seven Sonnets
Seven Sonnets – album z muzyką współczesną skomponowaną do sonetów Szekspira przez Katarzynę Głowicką, wydany w styczniu 2015 r. przez Bôłt Records (numer katalogowy – BR 1028).

## Wykonawcy
- Katarina Glowicka – elektronika
- Rubens Quartet
- Arnon Zlotnik – kontratenor

## Lista utworów
- Katarina Glowicka: Summers Day (1999)

| 1. | "My Eye Hath Played the Painter"          | 4:22  |
|    |                                           |       |
| 2. | "Oh, Never Say That I Was False of Heart" | 3:26  |
|    |                                           |       |
| 3. | "My Love Is Strenghtened"                 | 6:54  |
|    |                                           |       |
|    |                                           | 14:42 |
|    |                                           |       |
- Katarina Glowicka: Spring´s Day (2009)

| 4. | "When My Love Swears" | 8:27  |
|    |                       |       |
| 5. | "Love Is Too Young"   | 9:41  |
|    |                       |       |
| 6. | "Sweet Love"          | 6:00  |
|    |                       |       |
| 7. | "All Naked"           | 8:13  |
|    |                       |       |
|    |                       | 32:21 |
|    |                       |       |